# Karel Žlábek (Anthropologe)
Karel Žlábek (geboren 8. Januar 1902 in Hrdlořezích u Třeboně, Österreich-Ungarn; gestorben 22. Mai 1983 in Brünn) war ein tschechoslowakischer Mediziner und Anthropologe.

## Leben
Karel Žlábek studierte Medizin in Prag, wurde promoviert und erhielt eine Assistenzstelle in der Anatomie. Er studierte zusätzlich Anthropologie und Zoologie, hielt sich 1928/29 an der Universität Straßburg und 1929 am Observatoire océanologique de Villefranche-sur-Mer bei Nizza auf und wurde 1932 an der Karls-Universität in Naturwissenschaften promoviert. 1935/36 forschte er am Laboratoire de Paléontologie et d’Anatomie Comparée in Paris.  Er wurde später korrespondierendes Mitglied der französischen Societé d’Anthropologie. 1937 wurde er in Prag Chefassistent in der Anatomie. Während der deutschen Besetzung der Tschechoslowakei wurden die tschechischen Universitäten geschlossen, und Žlábek arbeitete als Pathologe an einer Klinik in Vinohrady.
Nach Kriegsende wurde Žlábek Chefanatom an der Universitätsklinik in Brünn und erhielt eine Professur. Er leitete die Tschechische Anthropologische Gesellschaft. 1962 wurde seine Stelle abgeschafft und er 1970 in den Ruhestand geschickt, er arbeitete noch bis 1979 in Forschung und Lehre. Nach ihm ist das Anatomické muzeum profesora Karla Žlábka in Brünn benannt.

## Schriften (Auswahl)
- Přehled anatomie. Brünn, 1946
- Přehled anatomie člověka. 1950
- Úvod do topografické anatomie. Prag : Státní pedagogické Naklad., 1957
- mit J. Ebert: Deutsche Übersetzung der Habilitationsschrift von J. E. Purkyně 1823: Abhandlung über die physiologische Untersuchung des Sehorgans und des Hautsystems. In: Acta Historica Leopoldina. Nr. 11, 1979, S. 107–141
- Karel Žlábek; Libor Páč: Pitevní cvičení z normální anatomie. Brünn : Masarykova univerzita, 1993